# Казённый приказ
Казённый приказ — дворцовое учреждение в Российском государстве 16-17 вв. В его управление входило производство и хранение ценностей царской казны, торговые операции для царских нужд, финансирование государственно важных проектов.
Казённый приказ выделился из княжеской казны.
Казённый приказ основан, вероятно, одновременно с появлением звания казначея, то есть около 1495 года.
Название «Казённая изба» впервые встречается в 1578 году, «Казённый двор», впервые упоминается в 1598 году.
Казначей, главное лицо этого приказа, заведовал Казённым двором, где хранились и откуда выдавались дорогие вещи, составлявшие царскую казну. Казённый двор выдавал царское жалование, кроме денег, съестных и питейных припасов.
В распоряжении Казённого приказа состояло несколько скорняжников и портных; в нём ведались некоторые посадские торговые люди, сборы с которых поступали сюда же. Казённый приказ размещался в Москве, при Благовещенском соборе.
По записной книге 1665 года в ведении Казённого двора находились Гости и Гостиная сотня.
Согласно архивным данным, Казённый приказ финансировал строительство здания и учебную деятельность Славяно-греко-латинской академии.
В 1711 году Казённый приказ был подчинён Приказу Большой казны. Наибольшее значение он приобрёл со времени соединения с палатами мастерской, оружейной, патриаршей и конюшенным приказом, при боярине П. И. Прозоровском, и помещения его в золотой и серебряной залах Кремлёвского дворца.